# Dallas Mavericks 2005-2006
La stagione 2005-2006 dei Dallas Mavericks fu la 26ª nella NBA per la franchigia.
I Dallas Mavericks arrivarono secondi nella Southwest Division della Western Conference con un record di 60-22. Nei play-off vinsero il primo turno con i Memphis Grizzlies (4-0), la semifinale di conference con i San Antonio Spurs (4-3), la finale di conference con i Phoenix Suns (4-2), perdendo poi la finale NBA con i Miami Heat (4-2).

## Western Conference
| Squadra           | V  | P  | %    | GB |
| ----------------- | -- | -- | ---- | -- |
| San Antonio Spurs | 63 | 19 | 76,8 | -  |
| Dallas Mavericks  | 60 | 22 | 73,2 | 3  |
| Memphis Grizzlies | 49 | 33 | 59,8 | 14 |
| N.O. Hornets      | 38 | 44 | 46,3 | 25 |
| Houston Rockets   | 34 | 48 | 41,5 | 29 |

## Roster
| \| Pos. \| Num. \| Naz. \| Nome \| Altezza \| Peso \| Data nascita \| Provenienza \| \| ---- \| ---- \| ---- \| ------------------ \| ------- \| ------ \| ------------ \| --------------------------- \| \| G \| 10 \| \| Armstrong, Darrell \| 183 cm \| 77 kg \| 22-06-1968 \| Fayetteville State \| \| G/AP \| 13 \| \| Christie, Doug \| 198 cm \| 91 kg \| 09-05-1970 \| Pepperdine \| \| C \| 25 \| \| Dampier, Erick \| 211 cm \| 120 kg \| 14-07-1975 \| Mississippi State \| \| G/AP \| 6 \| \| Daniels, Marquis \| 198 cm \| 91 kg \| 07-01-1981 \| Auburn \| \| C \| 7 \| \| Diop, DeSagana \| 213 cm \| 136 kg \| 30-01-1982 \| Oak Hill Academy (Virginia) \| \| G/AP \| 44 \| \| Griffin, Adrian \| 196 cm \| 98 kg \| 04-07-1974 \| Seton Hall \| \| G \| 34 \| \| Harris, Devin \| 191 cm \| 84 kg \| 27-02-1983 \| Wisconsin \| \| G/AP \| 5 \| \| Howard, Josh \| 201 cm \| 95 kg \| 28-04-1980 \| Wake Forest \| \| G/AP \| 1 \| \| Marshall, Rawle \| 206 cm \| 86 kg \| 20-02-1982 \| Oakland \| \| C \| 28 \| \| Mbenga, D.J. \| 213 cm \| 111 kg \| 30-12-1980 \| OpenJobMetis Varese (Italy) \| \| A \| 41 \| \| Nowitzki, Dirk \| 213 cm \| 108 kg \| 19-06-1978 \| DJK Wurzburg (Germany) \| \| C \| 24 \| \| Podkol'zin, Pavel \| 226 cm \| 118 kg \| 15-01-1985 \| OpenJobMetis Varese (Italy) \| \| A \| 33 \| \| Powell, Josh \| 206 cm \| 102 kg \| 25-01-1983 \| North Carolina State \| \| A/C \| 42 \| \| Stackhouse, Jerry \| 198 cm \| 99 kg \| 05-11-1974 \| North Carolina \| \| G \| 31 \| \| Terry, Jason \| 188 cm \| 80 kg \| 15-09-1977 \| Arizona \| \| A \| 2 \| \| Van Horn, Keith \| 208 cm \| 100 kg \| 23-10-1975 \| Utah \| | Allenatore - Avery Johnson Assistente/i - Rolando Blackman (Vice-allenatore) - Del Harris (Vice-allenatore) - Joe Prunty (Vice-allenatore) - Larry Riley (Vice-allenatore per lo sviluppo dei giocatori) - Brad Davis (Vice-allenatore) Legenda - (C) Capitano - (FA) Free agent - (S) Sospeso - (TW) Contratto Two-way - (GL) Assegnato a squadra G League affiliata - Infortunato Roster • Transazioni · Ultima transazione: 30 giugno 2006 |                         |                    |         |        |              |                             |
| Pos. | Num. | Naz.                    | Nome               | Altezza | Peso   | Data nascita | Provenienza                 |
| G | 10 | Stati Uniti (bandiera)  | Armstrong, Darrell | 183 cm  | 77 kg  | 22-06-1968   | Fayetteville State          |
| G/AP | 13 | Stati Uniti (bandiera)  | Christie, Doug     | 198 cm  | 91 kg  | 09-05-1970   | Pepperdine                  |
| C | 25 | Stati Uniti (bandiera)  | Dampier, Erick     | 211 cm  | 120 kg | 14-07-1975   | Mississippi State           |
| G/AP | 6 | Stati Uniti (bandiera)  | Daniels, Marquis   | 198 cm  | 91 kg  | 07-01-1981   | Auburn                      |
| C | 7 | Senegal (bandiera)      | Diop, DeSagana     | 213 cm  | 136 kg | 30-01-1982   | Oak Hill Academy (Virginia) |
| G/AP | 44 | Stati Uniti (bandiera)  | Griffin, Adrian    | 196 cm  | 98 kg  | 04-07-1974   | Seton Hall                  |
| G | 34 | Stati Uniti (bandiera)  | Harris, Devin      | 191 cm  | 84 kg  | 27-02-1983   | Wisconsin                   |
| G/AP | 5 | Stati Uniti (bandiera)  | Howard, Josh       | 201 cm  | 95 kg  | 28-04-1980   | Wake Forest                 |
| G/AP | 1 | Guyana (bandiera)       | Marshall, Rawle    | 206 cm  | 86 kg  | 20-02-1982   | Oakland                     |
| C | 28 | RD del Congo (bandiera) | Mbenga, D.J.       | 213 cm  | 111 kg | 30-12-1980   | OpenJobMetis Varese (Italy) |
| A | 41 | Germania (bandiera)     | Nowitzki, Dirk     | 213 cm  | 108 kg | 19-06-1978   | DJK Wurzburg (Germany)      |
| C | 24 | Russia (bandiera)       | Podkol'zin, Pavel  | 226 cm  | 118 kg | 15-01-1985   | OpenJobMetis Varese (Italy) |
| A | 33 | Stati Uniti (bandiera)  | Powell, Josh       | 206 cm  | 102 kg | 25-01-1983   | North Carolina State        |
| A/C | 42 | Stati Uniti (bandiera)  | Stackhouse, Jerry  | 198 cm  | 99 kg  | 05-11-1974   | North Carolina              |
| G | 31 | Stati Uniti (bandiera)  | Terry, Jason       | 188 cm  | 80 kg  | 15-09-1977   | Arizona                     |
| A | 2 | Stati Uniti (bandiera)  | Van Horn, Keith    | 208 cm  | 100 kg | 23-10-1975   | Utah                        |